# Лайън (линеен крайцер, 1910)
Лайън (на английски: HMS Lion) е линеен крайцер на Британския Кралски флот, от времето на Първата световна война. Главен кораб на едноименния тип. В сравнение със своите предшественици, линейните крайцери от типа „Индифатигъбъл“, има по-мощно въоръжение и брониране. Взема активно участие в болшинството големи операции на Кралския флот.
„Лайън“ служи като флагман на ескадрата линейни крайцери на Гранд Флийт по време на Първата световна война, с изключение на времето, когато той се намира в ремонт. Той унищожава немският лек крайцер „Кьолн“ по време на битката в Хелголандския залив и служи като флагман на ескадрата на вицеадмирал Дейвид Бийти в битката при Догер банк и в Ютландското сражение. В двете последни е сериозно повреден, след първата е отбуксиран и два месеца се намира на ремонт, в хода на втората една от неговите кули е унищожена и е възстановена едва след осем месеца ремонт.

## Конструкция
„Лайън“ има обща дължина 213,4 метра, максимална ширина 27 м, газене при пълна водоизместимост 32 фута и 5 дюйма (9,9 метра). Нормалната водоизместимост е 26 270 дълги тона (26 690 т), пълната е 30 820 дълги тона (31 310 т). Метацентричната височина е 1,8 метра при пълно натоварване (с нефтеното гориво).

## История на службата

### Битката при Догер банк

#### Последствия от битката при Догер банк за „Лайън“
В хода на боя „Лайън“, основно от дистанция 14500 (79 кабелта), изстрелва по противника 243 бронебойни снаряда (27,6% от боекомплекта) на главния калибър, но постига само 4 попадения – по едно в „Блюхер“ и „Дерфлингер“ и две в „Зайдлиц“ (1,65% от изстреляните снаряди). „Принцес Роял“ в боя изстрелва 271 снаряда на главния калибър, постигайки само едно попадение в „Дерфлингер“ и две в „Блюхер“ без да получи повреди в боя.
Немците водят огън основно по „Лайън“, поради това, че се вижда по-добре от останалите кораби. За времето на боя немците поразяват „Лайън“ с шестнадесет 280-мм и 305-мм снаряда (по-голямата част са 280-мм) и един 210-мм на „Блюхер“, от които първите девет попадат в левия борд, причинявайки му толкова сериозни повреди, че му се налага да излезе от строя, при това 1 човек от екипажа е убит и 20 са ранени.
Освен тези повреди, дясното оръдие на кула „Q“ излиза от строй след първите 15 изстрела, поради повреда на стрелящия механизъм, която не успяват да намеря бързо.
Повредите на „Лайън“ добре продемонстрират неспособността на 127-мм и 152-мм броневи пояси да противостоят на германските 280-мм бронебойни снаряди даже при ъгъл на среща с бронята под ъгъл от 20 градуса.

### Ютландска битка

#### Последствия от Ютландската битка за „Лайън“
След Ютландската битка крайцера има по-сериозни повреди, отколкото в боя при Догер банк, получивайки от „Лютцов“ 13 попадения на 305-мм снаряди. Най-опасното попадение предизвиква пожар в кула „Q“, взрива на която е предотвратен чрез наводняването на нейния заряден погреб по заповед на смъртоносно ранения командир на разчета на кулата – Ф. Дж. Харви.
В началото на боя английските линейни крайцери не съумяват да използват някои свои преимущества в далечината на стрелба на артилерията на главния калибър, която съставлява за 305-мм оръдия на „Ню Зеланд“ и „Индомитейбъл“ 21 500 м (116 каб.), а за 343-мм оръдия на „Лайън“, „Принцес Роял“, „Куин Мери“ и „Тайгър“ 22 000 м (118 каб.). Причината за това става неудовлетворителната работа на английските далекомери на пределните дистанции, а също и това, че немските крайцери, боядисани в светло-сив цвят, се сливат с леката мъгла, стояща над морето, поради което английската ескадра е принудена да се приближи – на дистанция 16 700 м (90 каб.), и сама попада под съкрушителен обстрел. В същото време, не съумявайки правилно да определят дистанцията, англичаните в първите минути на боя дават залповете си с прехвърляне.
Така, теоретическите разчети на английските адмирали, чието виждане, че по-далекобойната и голямокалибрена артилерия и по-високата скорост на хода, важни за удържането на дистанцията в хода на боя, се отплащат за по-слабото брониран, не се оправдава. На пределните дистанции англичаните щяха да имат видимо преимущество, ако е възможна точната стрелба, но за това и дума не може да става: дистанцията на боя основно съставлява 12700-19100 (69 – 103 каб.), но понякога тя намалява до 10 000 м (54 каб.), в боя „Лайън“ изразходва 326 343-мм снаряда (37% от боекомплекта) и постига само пет попадения (1,53% от изстреляните снаряди). От тях едно в „Дерфлингер“ и две в „Лютцов“ са на дистанция под 10 000 м (54 каб.).
Освен това, по думите на старшия артилерийски офицер на „Лютцов“ фрегатен-капитана Пашен:
 Едно наблюдение, направено от нас в началото на боя, нас ни изуми и ободри. Два паднали близко неприятелски снаряда рикошират и се пронасят над „Лютцов“ – два дълги бели снаряда, които според техния цвят разпознах за обикновени, напълнени с черен барут. Черен барут! Ето защо е така незначително действието на английските снаряди. Грешката на англичаните се заключава в тяхната пристрастност към големите калибри: където и да удари снаряда ударът ще е мощен и пробойната ще има пещерообразен вид, но фугасното му действие би било сравнително слабо. Един път нашият пост за управление на огъня се напълни с познатата миризма на черен барут, и ние се усмихнахме един на друг. Ние също получихме няколко попадения от снаряди, напълнени с по-силно врзривно вещество, но, видимо, не бронебойни, и действието им бе повърхностно.
На свой ред немските линейни крайцери имат 13 попадения с 280-мм и 305-мм снаряди в десния борд на „Лайън“. Хронологически това изглежда така.
Снаряди, попаднали в десния борд:
- В 15:52, 4 минути след откриването на огъня, първия 305-мм бронебоен снаряд от шестия залп на „Лютцов“ детонира в носовата част по левия борд от вътрешната страна на 102-мм броневи пояс.
- В 15:53 – 15:55 втори и трети снаряд уцелват задната част на бака и детонират при преминаването през горната 25,4-мм палуба, причинявайки големи загуби сред прислугата на 102-мм артилерия, третия снаряд поврежда камбуза.
- В 15:57 от дистанция около 15 000 м (81 каб.) четвърти снаряд от „Лютцов“ удря десния горен ъгъл на левия оръдеен порт близко до мястото на стиковане на 229-мм лицева плоча и 83-мм покрив. Откъсналото се парче 229-мм лицева част от бронята и самия снаряд проникват в бойното отделение на кула „Q“. Снарядът рикошира от хамута на лявото оръдие и се взривява на метър разстояние. Червен пламък излиза от третата кула на „Лайън“, и голям отломък – половината покрив на кулата – излита във въздуха. Целият личен състав на отделението на кулата са убити или ранени. От взрива се откъсва предната плоча на покрива и централната лицева плоча. Пламъците обхващат бойното отделение на кулата, от него на огромна височина излизат огнени езици от горящия кордит. Независимо от тежките си рани (с откъснати крака), командирът на третата кула преди смъртта си успява да заповяда да се затворят вратата към погреба и той да се наводни, за да не детонира боезапаса. В същата кула след 20 минути избухва пожар от падането в шахтата на изплъзнал се снаряд. Пламъците тръгват нагоре и надолу, отначало по зарядниците, а след това и по главната подаваща тръба; след това огънят прониква в отделението с разпределителните плотове, където живи изгарят 53 души.[8] Положението се усложнява от това, че в кулата има и осем пълни заряда – те почти едновременно се запалват, и огромен стълб пламъци, с до 65 м височина, се издига над „Лайън“. Но тъй като по време на боя в кулата са отворени капаците под шахтата на зарядника, то газовете от горящия кордит излизат навън и боеприпасите не се взривяват. След боя е открита деформация на преградите от налягането на газовете – преградата на погреба на кула „Q“ се оказва силно изкривена навън, което способства за неговото наводняване. В помещенията се вижда, как огъня е достигнал до вратите на погребите, но затворените врати стават напълно надеждна преграда.
- В 16:03 – 16:07 „Лайън“ получава шест попадения в десния борд, без те да причинят съществена вреда, но предизвикали нееднократни пожари и големи загуби сред личния състав.

Снаряди, попаднали в левия борд:
- Първия 280-мм снаряд преминава през палубата на полубака и излита зад борда, без да се взриви.
- Втория 280-мм снаряд пробива 102-мм напречна преграда, детонира и прави значителни разрушения при входа в щурманската рубка.
- Третия 280-мм снаряд детонира на 31-мм палуба на полубака при основата на средния комин, образувайки в неговия кожух пробойна с размер 3,6×4,6 м.

Двете пещи се напълват с дим и пара, но по-голямата част от осколките засядат в бронираните скари.
- Четвърти 280-мм снаряд след рикошет пада около средния комин.
- Пети снаряд попада горния 152-мм броневи пояс и се взривява при удара с бронята.
- Шести снаряд, без да се взриви, преминава през покрива и борда на небронираната бордова рубка за управление на стрелбата на кърмовите 102-мм оръдия.
- Седми и осми 305-мм снаряди от „Лютцов“ падат на разстояние 1,5 – 1,8 м един от друг в 19-мм бронева плоча между палубата на полубака и горната палуба зад кърмовата батарея на 102-мм оръдия. Те пробиват 19-мм броня на десния борд и детонират при удара в нея или над 25,4-мм горна палуба, образувайки пробойна с размер 2,4×2,4 м и нанасяйки големи загуби сред разчетите на 102-мм оръдия.

В 16:08 четири 305-мм снаряда уцелват десния борд:
- Първия снаряд пробива броневата плоча на корпуса и детонира в левия борд на кораба.
- Втория снаряд пробива гротмачтата и, без да се взриви, пада зад борда.
- Третия снаряд пробива цялата задна част на кърмовата надстройка и 31-мм палуба на полубака и се взривява, причинявайки големи повреди върху леките конструкции. Готови за зареждане заряди за 102-мм оръдия, снаряжени с кордит, се възпламеняват, и по десния борда са извадени от строя две 102-мм оръдия на кърмовата батарея.
- Четвърти снаряд пробива в кърмата 25,4-мм горна палуба и детонира подолу на четири метра от 102-мм бордова броня. Димът прониква в долните помещения, предизвиквайки нервни доклади за пожар в зарядния погреб на кула „Y“, който частично е наводнен, преди да забележат грешката.

От тези попадения излиза от строй главната радиостанция на „Лайън“. Един 150-мм снаряд детонира над машинното отделение, предизвиквайки неголям пожар. Близките разриви предизвикват авария в двата главни жирокомпаса, в резултат на което кораба извършва циркулация на 360 градуса.
Макар общите повреди на „Лайън“, освен кула „Q“, да са значително по-малко сериозни, отколкото по време на боя при Догер банк, загубите при „Лайън“ в Ютландския бой съставят 99 убити (48 души умират от рани, причинени от осколки на снаряди, и изгаряния, 49 само от рани от осколки и само двама само от изгаряния) и 51 ранени. След боя петима души умират от раните си. Загубите съставят 12,3% от числеността на екипажа.
След боя на „Лайън“ в течение 4 часа се провежда оглед на повредите. От 5 до 26 юни 1916 г. крайцерът се намира в ремонт в Росайт, след това от 27 юни до 8 юли в корабостроителницата на „Армстронг“ в устието на река Тайн, където от него свалят кула „Q“. От 8 до 20 юли той се намира в сух док в Росайт с три кули, където завършват ремонта на корпуса и замяната на бронята.

## Коментари
1. ↑  Всички данни са приведени към момента на влизане в строй.